# Klaartje Liebens
Klaartje Liebens (Brussel, 11 januari 1995) is een tennisspeelster uit België. Zij begon met tennis toen zij vijf jaar oud was. Haar favoriete ondergrond is hardcourt. Zij speelt rechtshandig en heeft een tweehandige backhand. Zij woont in Tienen.
Liebens maakte haar WTA-tourdebuut op de Diamond Games van 2015, waar ze Barbora Krejčíková, Gioia Barbieri en Ysaline Bonaventure versloeg in het kwalificatietoernooi – in de hoofdtabel verloor zij haar openingspartij tegen Mona Barthel.

## ITF finales (5–9)

### Enkelspel (5–8)
| Legend              |
| ------------------- |
| $100,000 toernooien |
| $75,000 toernooien  |
| $50,000 toernooien  |
| $25,000 toernooien  |
| $15,000 toernooien  |
| $10,000 toernooien  |

| Finals by surface |
| ----------------- |
| Hardcourt (4–7)   |
| Gravel (1–0)      |
| Gras (0–0)        |
| Tapijt (0–1)      |

| Resultaat | No. | Datum            | Categorie | Toernooi                          | Ondergrond    | Tegenstander    | Score              |
| --------- | --- | ---------------- | --------- | --------------------------------- | ------------- | --------------- | ------------------ |
| Runner-up | 1.  | 29 april 2013    | $10,000   | Sharm el-Sheikh, Egypte           | Hardcourt     | Ana Veselinović | 2–6, 3–6           |
| Winnaar   | 1.  | 9 september 2013 | $10,000   | Mytilene, Griekenland             | Hardcourt     | Maria Sakkari   | 6–2, 6–1           |
| Runner-up | 2.  | 14 oktober 2013  | $10,000   | Sharm el-Sheikh, Egypte           | Hardcourt     | Elise Mertens   | 6–2, 2–6, 4–6      |
| Runner-up | 3.  | 21 oktober 2013  | $10,000   | Sharm el-Sheikh, Egypte           | Hardcourt     | Elise Mertens   | 7–6(7–0), 1–6, 3–6 |
| Runner-up | 4.  | 4 november 2013  | $10,000   | Loughborough, Verenigd Koninkrijk | Hardcourt (i) | Anna Smith      | 3–6, 5–7           |
| Winnaar   | 2.  | 11 november 2013 | $10,000   | Manchester, Verenigd Koninkrijk   | Hardcourt (i) | Natália Vajdová | 7–5, 6–1           |
| Runner-up | 5.  | 9 december 2013  | $10,000   | Sharm el-Sheikh, Egypte           | Hardcourt     | Katy Dunne      | 3–6, 0–6           |
| Runner-up | 6.  | 7 april 2014     | $10,000   | Gloucester, Verenigd Koninkrijk   | Hardcourt (i) | Bernarda Pera   | 3–6, 1–6           |
| Winnaar   | 3.  | 30 juni 2014     | $10,000   | Brussel, België                   | gravel        | Alice Matteucci | 7–6(7–4), 4–6, 6–1 |
| Winnaar   | 4.  | 7 juli 2014      | $10,000   | Balıkesir, Turkije                | Hardcourt     | Lou Brouleau    | 6–2, 6–2           |
| Winnaar   | 5.  | 8 december 2014  | $10,000   | Sharm el-Sheikh, Egypte           | Hardcourt     | Vojislava Lukić | 6–7(3–7), 6–2, 6–4 |
| Runner-up | 7.  | 15 februari 2016 | $10,000   | Wirral, Verenigd Koninkrijk       | Hardcourt (i) | Silvia Njirić   | 6–3, 6–7(2–7), 3–6 |
| Runner-up | 8.  | 21 november 2016 | $10,000   | Solarino, Italië                  | Tapijt        | Alice Matteucci | 3–6, 6–7(1–7)      |

### Dubbelspel (0–1)
| Legend              |
| ------------------- |
| $100,000 toernooien |
| $75,000 toernooien  |
| $50,000 toernooien  |
| $25,000 toernooien  |
| $15,000 toernooien  |
| $10,000 toernooien  |

| Finals by surface |
| ----------------- |
| Hardcourt (0–1)   |
| Gravel (0–0)      |
| Gras (0–0)        |
| Tapijt (0–0)      |

| Resultaat | No. | Datum         | Dotatie | Toernooi                | Ondergrond | Partner       | Tegenstandsters            | Score    |
| --------- | --- | ------------- | ------- | ----------------------- | ---------- | ------------- | -------------------------- | -------- |
| Runner-up | 1.  | 29 april 2013 | $10.000 | Sharm-el-Sheikh, Egypte | hardcourt  | Lise Brulmans | Anna Morgina Jana Sizikova | 3–6, 2–6 |